# Ardenay-sur-Mérize
Ardenay-sur-Mérize település Franciaországban, Sarthe megyében. Lakosainak száma 499 fő (2022. január 1.). Ardenay-sur-Mérize Soulitré, Le Breil-sur-Mérize, Surfonds, Challes, Parigné-l’Évêque és Saint-Mars-la-Brière községekkel határos.

## Népesség
A település népességének változása:
| Lakosok száma | 489  | 480  | 484  | 486  | 494  | 497  | 500  | 501  | 499  |
|               | 2013 | 2015 | 2016 | 2017 | 2018 | 2019 | 2020 | 2021 | 2022 |